# Croix de Saint-Antoine (La Demie)
La croix de Saint-Antoine, ou croix Dame Marie, est une croix située à La Demie, en France.

## Description

Détails.
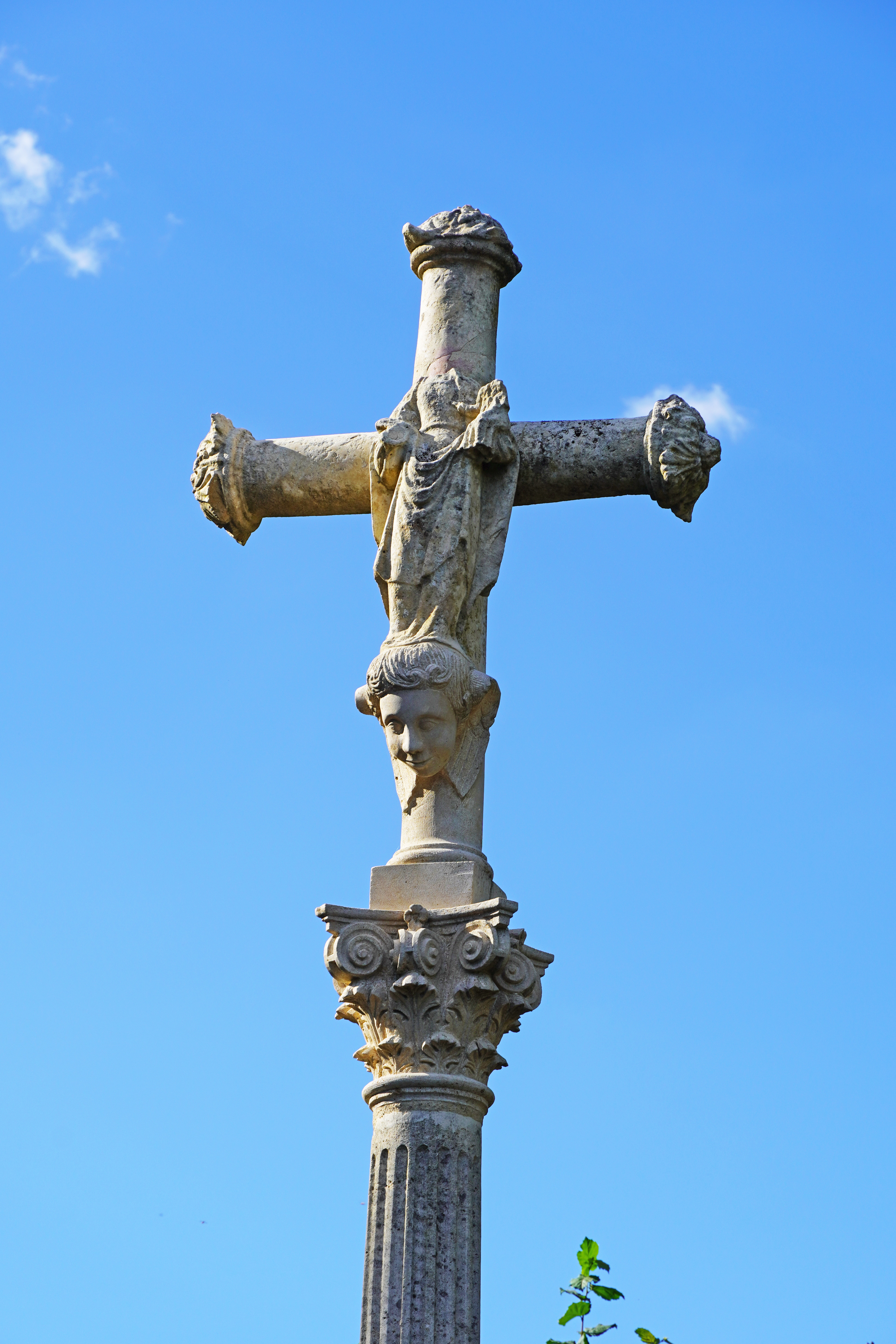
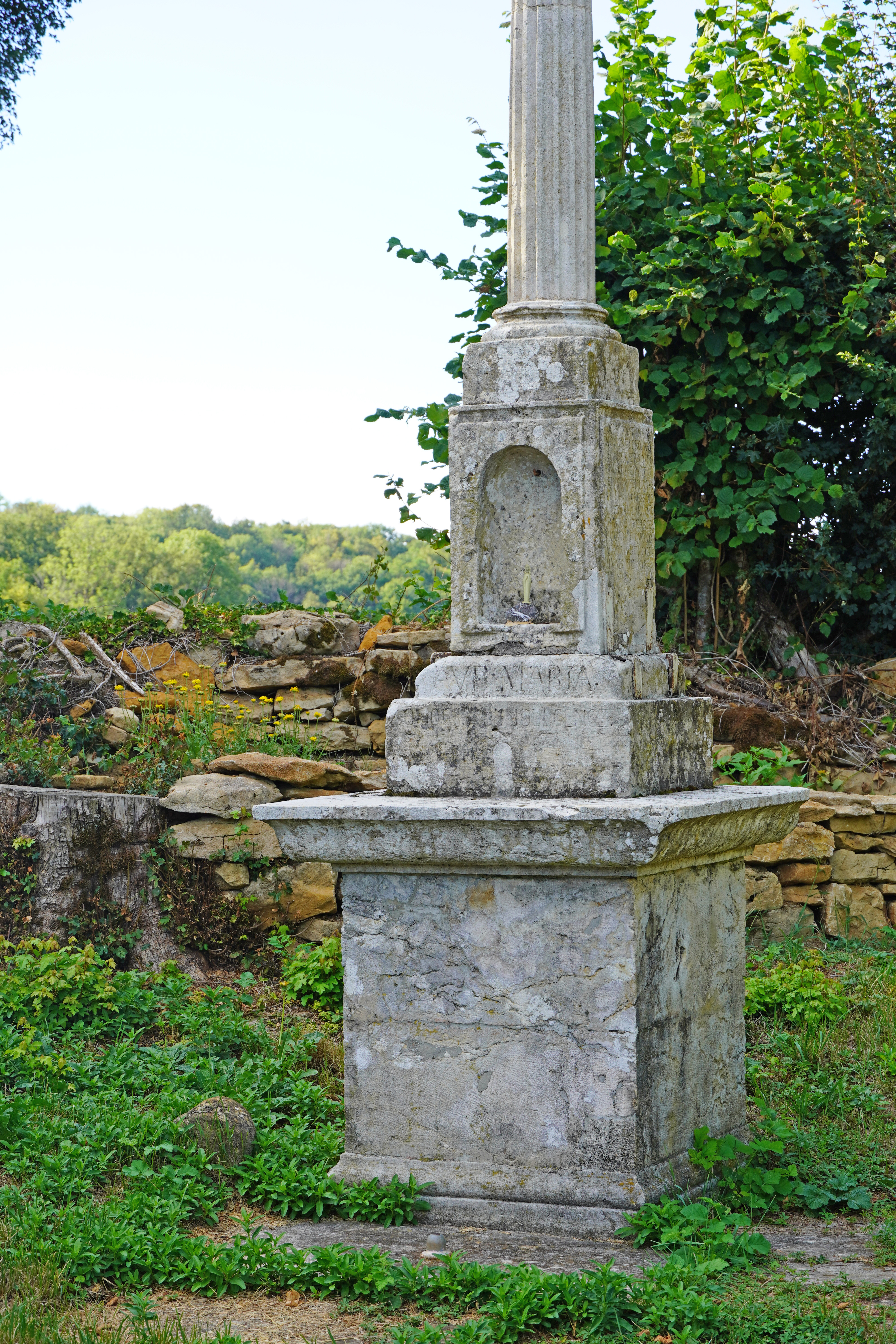
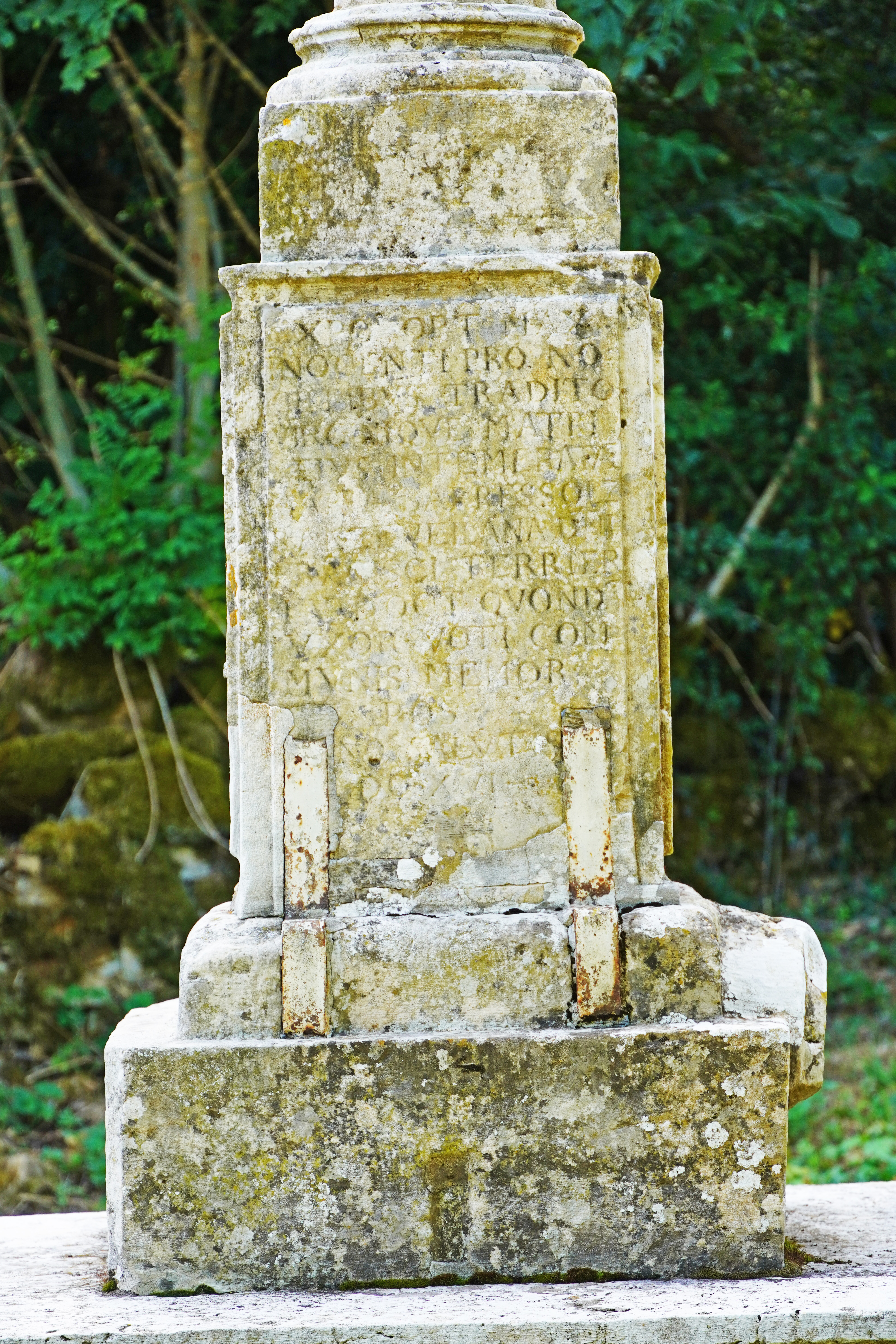

## Localisation
La croix est située sur la commune de La Demie, dans le département français de la Haute-Saône.

## Historique
L'édifice est classé au titre des monuments historiques en 1959.